# Anton der Letzte
Anton der Letzte ist eine österreichische Filmkomödie, die 1939 von der Emo-Film GmbH für Wien-Film und Bavaria-Filmkunst GmbH produziert wurde. Regie führte E. W. Emo. In den Hauptrollen sind neben Hans Moser O. W. Fischer, Charlotte Ander, Elfriede Datzig und Heinz Salfner zu sehen.

## Handlung
Die Bewunderung des Dieners Anton für den Adel ist grenzenlos und er ist sehr davon angetan, dass sein gräflicher Herr eine Baroness von altem Adel zu ehelichen beabsichtigt. Ganz und gar nicht angetan ist er von seinen Nachbarn, den hart arbeitenden Lugauers. Dies ändert sich schlagartig, als im Schloss die hochschwangere Tochter der Lugauers auftaucht, ein Kind bekommt und ihm gesteht, dass der Sohn des Grafen der Vater ist. Dieser hatte sich mit dem Vater wegen seiner nicht standesgemäßen Heiratsabsichten mit der jungen Lugauerin überworfen.
Das Kind erweicht das Herz des alten Anton und er versteckt es im Schloss, was zu allerhand Turbulenzen und Verwicklungen führt. Als die Baroness das Kind partout nicht dulden will, läuft Anton Sturm gegen diese nichtsnutzige Person und überzeugt schließlich seinen Herrn, seine diesbezüglichen Heiratsabsichten aufzugeben, sich mit seinem Sohn zu versöhnen und die Heirat mit der jungen Lugauerin zu akzeptieren.

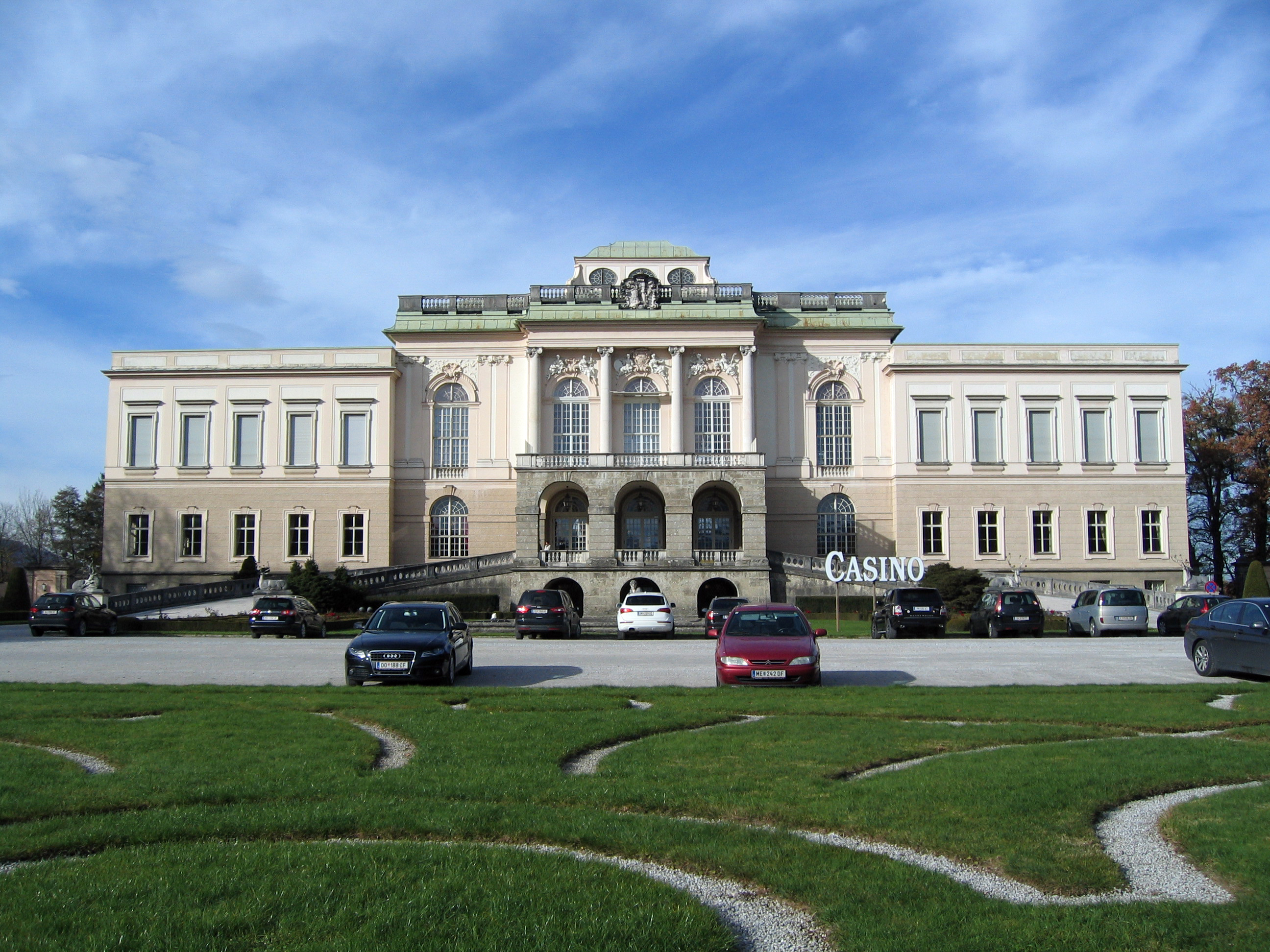
Schloss Kleßheim, Hauptdrehort des Films

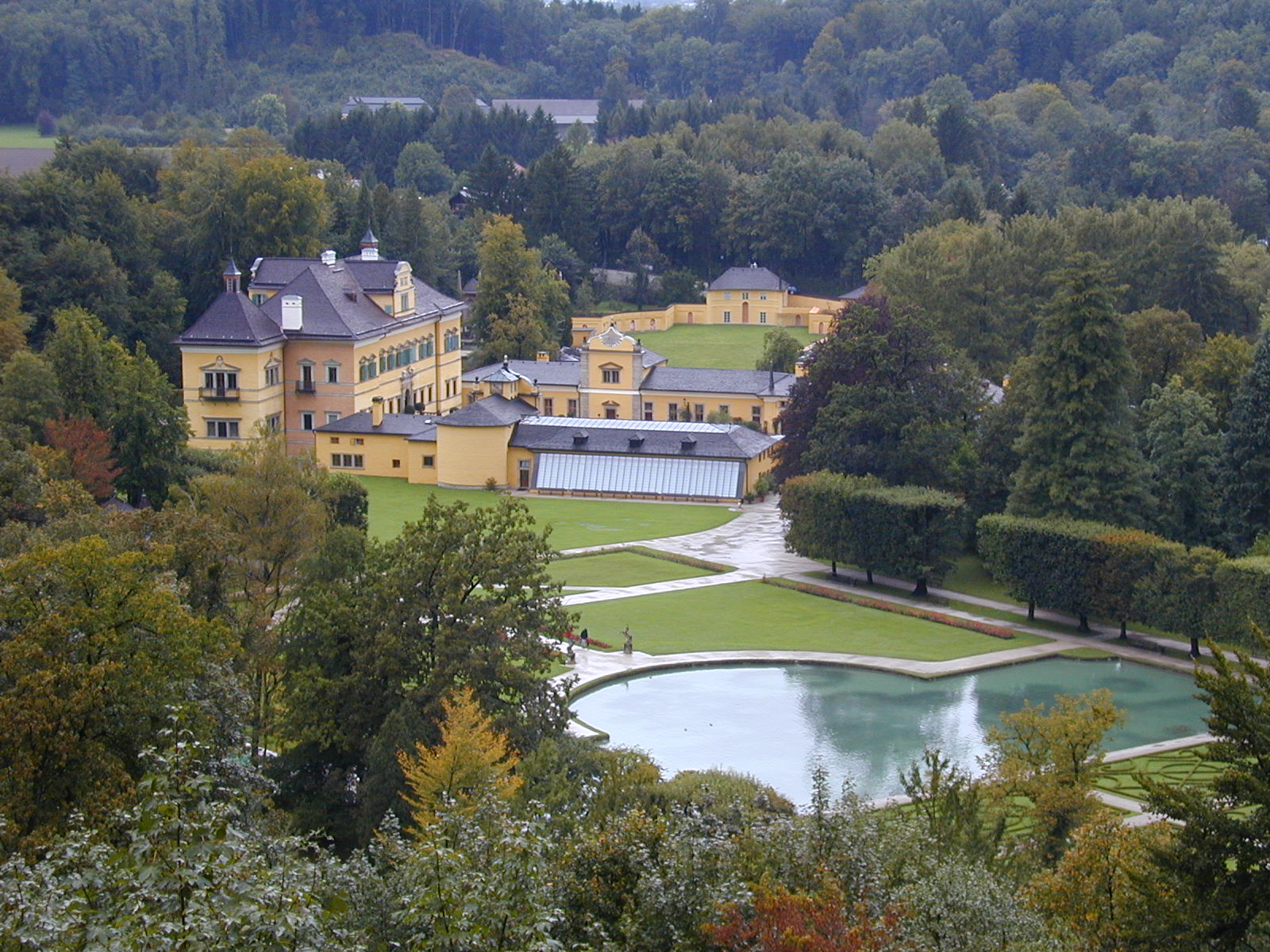
Schloss Hellbrunn, weiterer Drehort

## Produktion
Die Dreharbeiten fanden bei Salzburg in den Schlössern Kleßheim und 
Hellbrunn statt. Für die Filmbauten waren die Filmarchitekten Robert A. Dietrich und Artur Günther verantwortlich. Uraufgeführt wurde der Film am 30. November 1939 im Emelka-Palast in Augsburg. Uraufführung in Österreich war am 1. Dezember 1939 in Wien. Am 13. Dezember 1939 wurde Anton der Letzte im Tauentzien-Palast in Berlin gezeigt. Im Programm der ARD wurde der Film erstmals am 10. April 1969 gezeigt, in DFF 1 am 1. April 1985.

### DVD
Am 4. Juli 2014 ist Anton der Letzte in der Reihe „Filmjuwelen“ von der Alive AG auf DVD herausgegeben worden.

## Kritiken
Das Heyne Filmlexikon von 1996 führte aus: „Nuschel-Papst Hans Moser als Kammerdiener Anton, der selbstsüchtig auf den Erhalt der alten Ordnung schaut, die ein junger Graf zu bedrohen scheint. Lustspiel der charmanten Art.“
Film.at schrieb: „Hans Moser konnte wieder alle Register ziehen und eine seiner widersprüchlichsten Charakterfiguren schaffen.“
Cinema fand das Drehbuch nur „bedingt amüsant“ und war der Ansicht, dass „selbst Nuschel-Hans nur nerv[e]“.